# Cantón de Écury-sur-Coole
El cantón de Écury-sur-Coole era una división administrativa francesa, que estaba situada en el departamento de Marne y la región de Champaña-Ardenas.

## Composición
El cantón estaba formado por veintiséis comunas:
- Athis
- Aulnay-sur-Marne
- Breuvery-sur-Coole
- Bussy-Lettrée
- Cernon
- Champigneul-Champagne
- Cheniers
- Cheppes-la-Prairie
- Cherville
- Coupetz
- Écury-sur-Coole
- Faux-Vésigneul
- Jâlons
- Mairy-sur-Marne
- Matougues
- Nuisement-sur-Coole
- Saint-Martin-aux-Champs
- Saint-Pierre
- Saint-Quentin-sur-Coole
- Sogny-aux-Moulins
- Soudron
- Thibie
- Togny-aux-Bœufs
- Vatry
- Villers-le-Château
- Vitry-la-Ville

## Supresión del cantón de Écury-sur-Coole
En aplicación del Decreto n.º 2014-208 de 21 de febrero de 2014, el cantón de Écury-sur-Coole fue suprimido el 22 de marzo de 2015 y sus 26 comunas pasaron a formar parte; diecisiete del nuevo cantón de Châlons-en-Champagne-3, ocho del nuevo cantón de Châlons-en-Champagne-2 y una del nuevo cantón de Vertus-Llanura de Champaña.